# Rue Jules-Guesde (Bondy)
Pour les articles homonymes, voir rue Jules-Guesde.
La rue Jules-Guesde, est un important axe de communication de Bondy.

## Situation et accès
Cette voie suit le tracé de la route départementale 10, où elle part de l'avenue du Général-Galliéni (anciennement avenue de Paris) à un croisement qui s'appelait autrefois la place Gambetta.
Partant vers l'Est, elle structure le centre historique de Bondy, et est le point de départ de nombreuses voies à caractère résidentiel.
Elle rencontre tout d'abord la rue du Breuil au sud, la rue Gâtine côté nord, puis la rue Jean-Jaurès.
Elle traverse ensuite place de la Division-Leclerc où se rencontrent la rue Auguste-Polissard et la rue Roger-Salengro.
Elle se termine au carrefour de l'avenue Carnot.

## Origine du nom

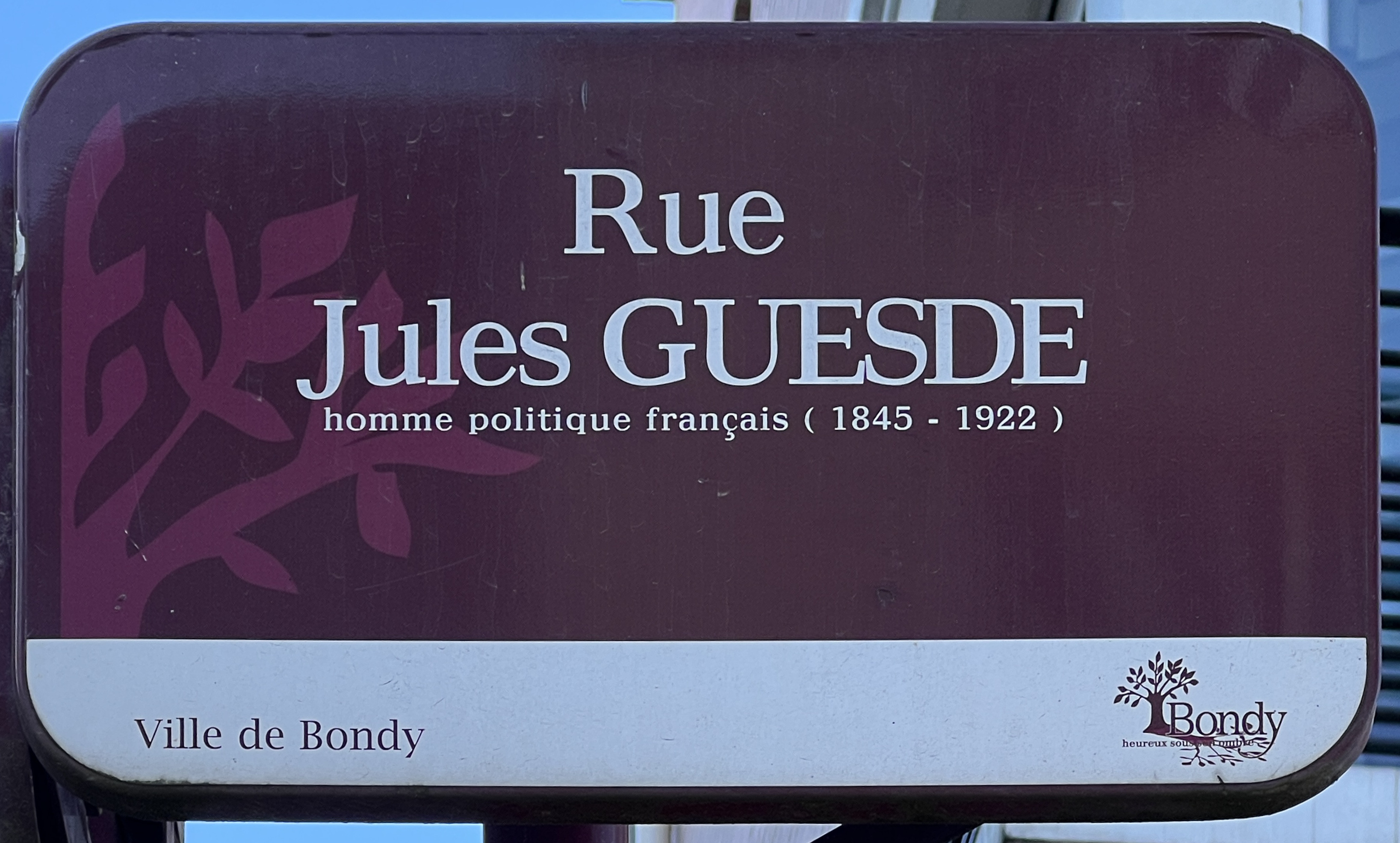
Plaque de la rue.

Le nom de la rue fait référence à Jules Guesde, homme politique français.

## Historique
Cette voie suit le chemin qui menait à la ville de Saint-Denis, d'où son ancien nom, rue Saint-Denis. Citée en 1462, elle est l’une des plus anciennes voies de la ville. Allant de la corne de Bondy, lieudit à l'entrée de la ville à la place de l’église, elle serait le prolongement de l'antique voie dite via Compendiosa

## Bâtiments remarquables et lieux de mémoire
- Le Centre Salvador-Allende, Mission locale de Bondy.
- Église Saint-Pierre[5], délimitée par le cours de la République, prolongement de l'avenue de la République.
- L'acteur Raymond Poisson, dit Belleroche, comédien du Roi, y vécut, dans une maison sise en face de l'église, de 1651 jusqu'en 1674[6].
- Hôtel de ville de Bondy, à l'angle de l'avenue Carnot.

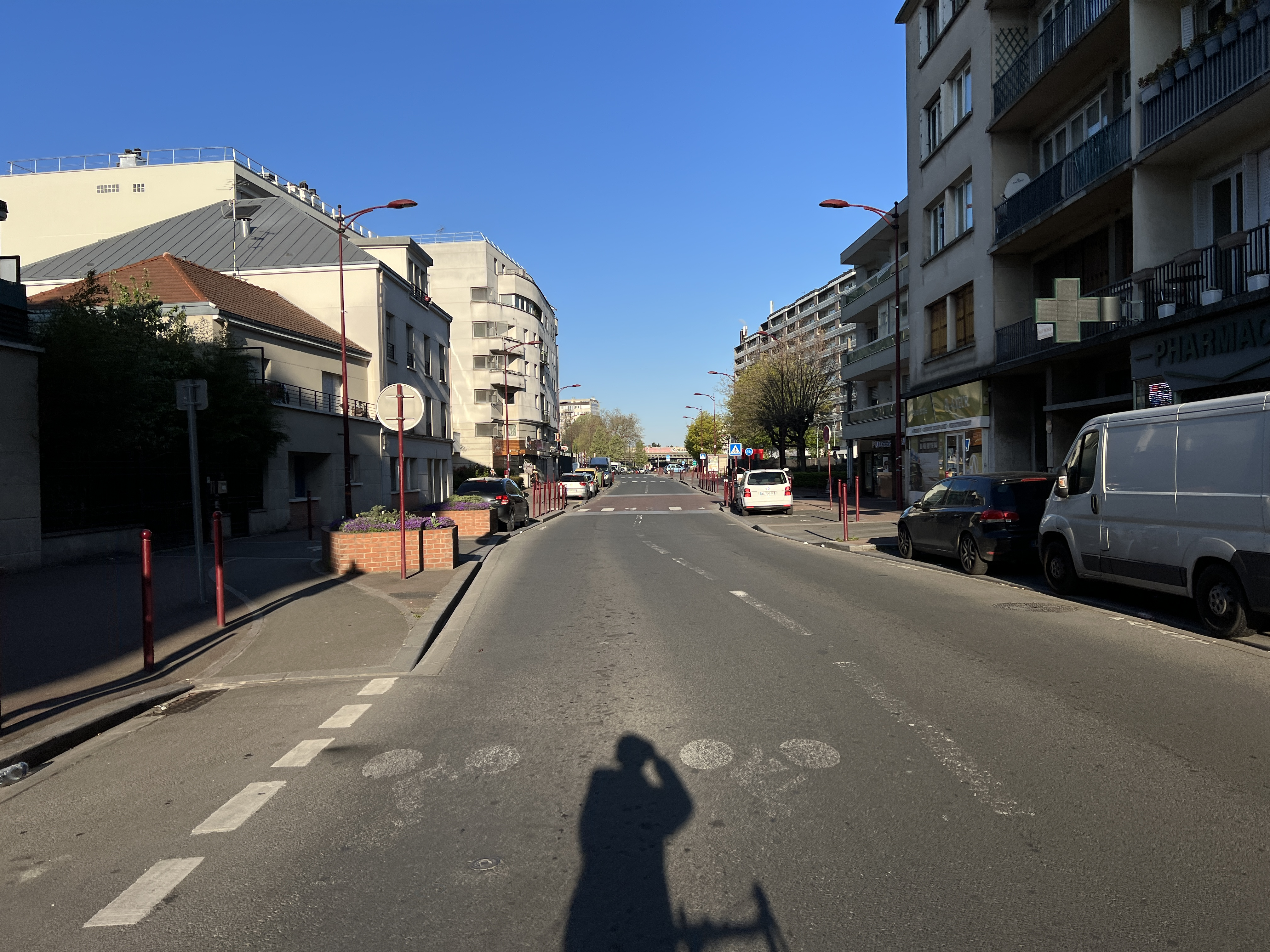
La rue en avril 2022.
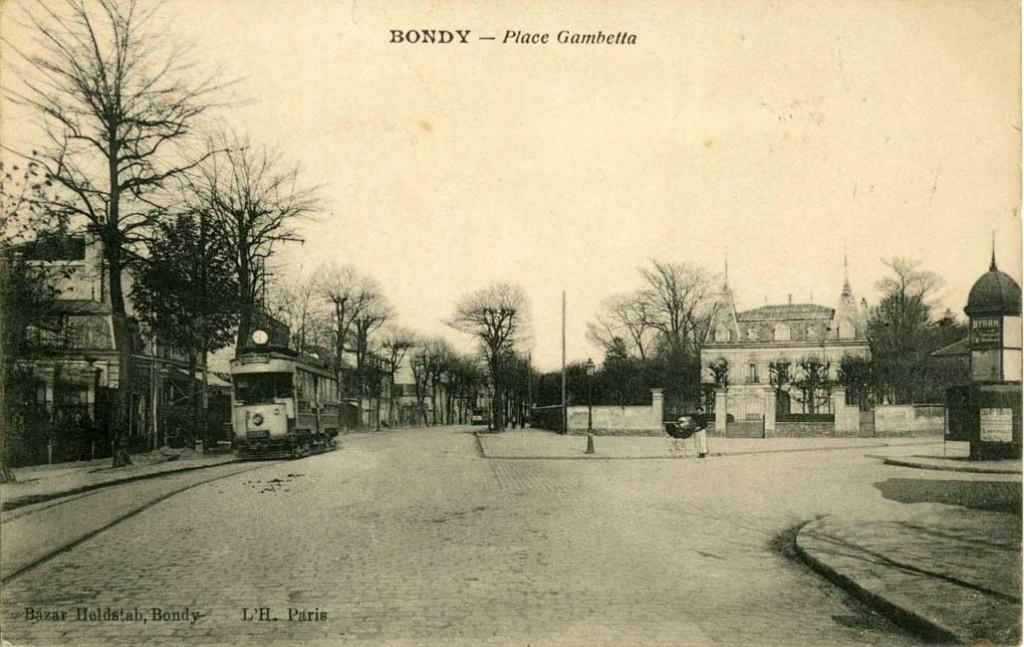
La place Gambetta et l'avenue de Paris, sur la gauche, vue vers l'est.
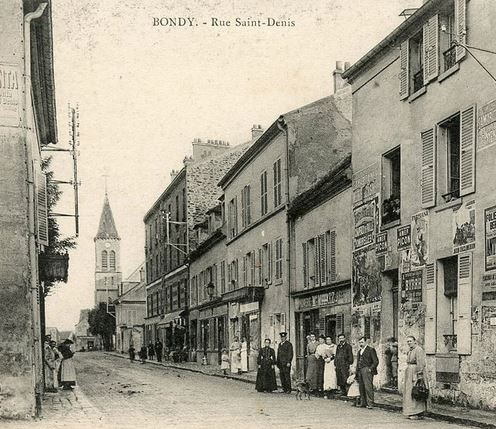
La rue Saint-Denis, vers l'est.